# 올레샤 루린
올레샤 루린(Olesya Rulin, 1986년 3월 17일 ~ )은 미국의 배우이다. 하이스쿨뮤지컬로 많이 유명해 졌다.

## 출연 작품
- 파워스 시즌1 (2015)
- 페어런트 트레이닝 (2013)
- 어 싸우즌드 컷츠 (2012)
- 아파트 (2011)
- 익스펙팅 메리 (2010)
- 플라잉 바이 (2009, Flying By)
- 포에버 스트롱 (2008)
- 메이저 무비 스타 (2008)
- 하이 스쿨 뮤지컬: 졸업반 (2008)
- 그릭 1 (2007)
- 하이 스쿨 뮤지컬 2 (2007)
- 아메리칸 패스타임 (2007)
- 하이 스쿨 뮤지컬 (2006)
- 몹스터스 앤 모먼스 (2005)
- 캠퍼스 레전드 3 (2005)
- 할로윈타운 하이 (2004, Halloweentown High)
- 하운디드 (2001)
- 푸프 포인트 (2001)